# Christoph Julius von Arnim
Christoph Julius von Arnim (* 1643; † 13. Dezember 1708 in Grimma) war ein kurfürstlich-sächsischer Kammerherr und Rittergutsbesitzer. Er war der Stammvater der Linie Döben seiner Adelsfamilie.

## Leben
Christoph Julius von Arnim entstammte dem Hauptstamm Zichow des weitverbreiteten Uckermärker Adelsgeschlechts der von Arnim. Er wurde als Sohn des kursächsischen Kammerherrn, Geheim- und Kriegsrats sowie Generalleutnants Wolff Christoph von Arnim und der Katharina Dorothea von Hoym geboren. Johann Christian von Arnim, der spätere Kammerherr Johann Georg von Arnim und Wolf Christian von Arnim waren seine drei Brüder.
Während seine drei Brüder auf Bitten von Kurfürst Johann Georg III. von Sachsen am 11. März 1689 das ererbte väterliche Rittergut Pretzsch (Elbe) gegen die drei bisherigen Kammergüter Walda, Planitz und Neusorge tauschten, hatte Christoph Julius von Arnim von seinem Vater bereits das väterliche Rittergut Döben erhalten, das sein Vater im Jahre 1661 bei einer Subhastation aus dem verschuldeten Besitz der Familie von Schönfeldt erworben hatte.
Christoph Julius von Arnim erhielt im Jahre 1668 die Ernennung zum Titular-Kammerherrn am Hof zu Dresden. Im gleichen Jahr heiratete er Sophie geborene von der Schulenburg, die jedoch bereits 1674 starb. Seine zweite Ehe verlief nicht glücklich und endete mit einer Klage gegen ihn wegen Ehebruchs. Auch gegen seine Untertanen in Döben und Dorna musste er sich in dieser Zeit wegen verweigerter Frondienste gerichtlich zur Wehr setzen.
Als Vertreter der Allgemeinen Ritterschaft nahm er im Kurfürstentum Sachsen am Landtag 1694/95 in Dresden teil.
Das Schloss Döben blieb bis zum Jahre 1783 im Besitz seiner Nachkommen und gelangte dann an die Familie von Böhlau.